# 王仲宣
王仲宣，隋朝番禺地区（今广东省广州市）俚人首领。
王仲宣曾任陈朝东衡州刺史王勇部将。隋朝灭陈后，开皇十年（590年），王仲宣聚众反隋，岭南首领多响应，兵逼广州城，攻杀隋朝广州总管韋洸。派遣别将周师举领兵围攻东衡州（治今广东始兴县境），被隋朝给事郎裴矩、大将鹿愿所败，周师举被杀。高凉洗夫人又派遣部众相助隋军，裴矩、鹿愿与广州检校慕容三藏和洗夫人部联兵合击，王仲宣寡不敌众，溃散而逃，后不知所终。 